# Дайсон, Джеймс
Сэр Джеймс Да́йсон (англ. James Dyson, род. 2 мая 1947, Кромер, Норфолк) — британский изобретатель, промышленный дизайнер, основавший компанию Dyson.
Он наиболее известен как изобретатель безмешкового пылесоса с двойным циклоном, работающего по принципу циклонной сепарации. По данным Sunday Times, в 2023 году он является пятым самым богатым человеком в Великобритании, его состояние оценивается в 23 миллиарда фунтов стерлингов.
С августа 2011 года по июль 2017 года он занимал должность проректора Королевского колледжа искусств, а в сентябре 2017 года открыл новый университет, Институт инженерии и технологий Дайсона, в Уилтшире.

## Обучение
Джеймс Дайсон родился 2 мая 1947 года в Кромере, Норфолк, он один из трёх детей Джанет М. (Болтон) и Алека Уильяма Дайсона. Он был назван в честь своего деда. С 1956 по 1965 год он учился в Gresham’s School, независимой школе-интернате в Холте, Норфолк. В этот период его отец умер от рака простаты. Он преуспел в беге на длинные дистанции: «Я был довольно хорош в этом, но не потому, что я был физически силён, а потому, что у меня было больше решимости. Я научился решительности».
Он провел один год (1965—1966) в Школе искусств Бьям Шоу, а затем изучал дизайн мебели и интерьера в Королевском колледже искусств (1966—1970), после чего перешёл на инженерные специальности. Именно во время учёбы в Королевском колледже искусств, где он изучал изобразительное искусство, Дайсон переключился на промышленный дизайн, отчасти благодаря наставничеству инженера-конструктора Энтони Ханта.

## Первые изобретения
В 1970 году, во время учёбы в Королевском колледже искусств, Дайсон помог спроектировать плавсредство Sea Truck. Его первое оригинальное изобретение, «Боллбарроу», представляло собой модифицированную версию тачки с шаром вместо колеса. Это изобретение было показано в телевизионной программе Би-би-си «Завтрашний мир». Дайсон продолжил применять шары в своих изобретениях и создал «Троллейбол» — тележку, спускающую на воду лодки. Затем он сконструировал колесный катер «Уилбот», который мог двигаться со скоростью 64 километра в час как по суше, так и по воде.

## Пылесосы
В конце 1970-х годов у Дайсона возникла идея использовать циклонную сепарацию для создания пылесоса, который не терял бы силы всасывания по мере сбора пыли. Он был разочарован снижением производительности своего пылесоса Hoover Junior с мешком для сбора пыли. Идея циклона возникла на лесопилке, где использовалась технология циклона.
Частично опираясь на зарплату своей жены, работающей учителем рисования, и спустя пятнадцать лет и 5 127 прототипов, в 1983 году Дайсон выпустил пылесос G-Force. Однако ни один производитель или дистрибьютор не захотел продавать его в Великобритании, поскольку это потревожило бы рынок сменных мешков для сбора пыли, поэтому Дайсон выпустил его в Японии. Выпущенный в ярко-розовом цвете, G-Force продавался по цене, эквивалентной 2 000 фунтов стерлингов. В 1991 году он получил приз Международной ярмарки дизайна в Японии. В 1980 году он подал серию патентов на свой пылесос с двойным циклоном EP0037674. После того как его изобретение было отвергнуто крупными производителями, Дайсон основал свою собственную производственную компанию Dyson. В июне 1993 года он открыл исследовательскую лабораторию, которая занималась разработкой и производством пылесосов. В июне 1993 года он открыл исследовательский центр и фабрику в Малмсбери, Уилтшир.

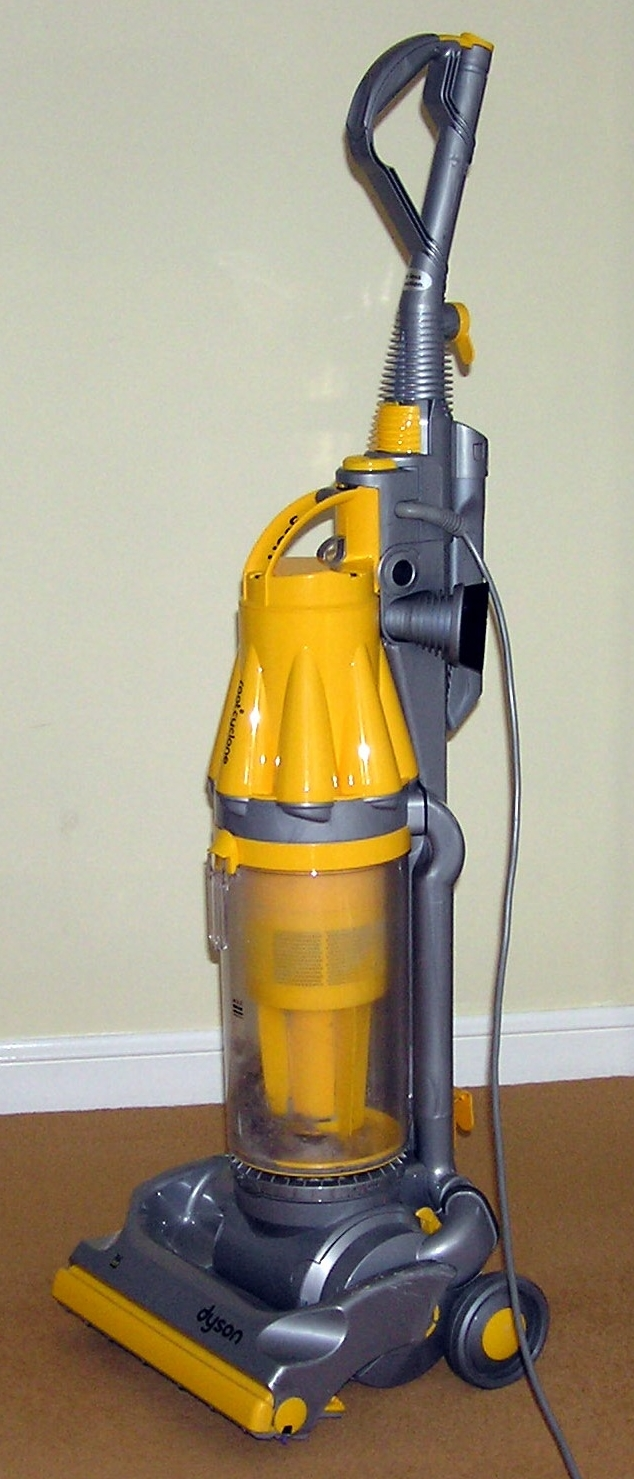
Циклонный пылесос Dyson DC07

Лозунг Dyson «Попрощайтесь с мешком» оказался привлекательным для покупателей. Пылесос Dyson Dual Cyclone стал самым быстро продаваемым пылесосом в Великобритании и превзошел по продажам пылесосы некоторых компаний, отвергших его идею, став одним из самых популярных брендов в Великобритании. В начале 2005 года стало известно, что пылесосы Dyson стали лидерами рынка в США по продажам в деньгах (но не по количеству проданных устройств). С 1986 по 2001 год компания Dyson лицензировала технологию в Северной Америке компании Fantom Technologies, после чего Dyson вышла на рынок напрямую.
После его успеха другие крупные производители начали выпускать на рынок свои собственные циклонные пылесосы. В 1999 году Дайсон подал в суд на компанию Hoover (Великобритания) за нарушение патента. Высокий суд постановил, что компания Hoover намеренно скопировала фундаментальную часть его запатентованной конструкции при создании серии безмешковых пылесосов Triple Vortex. Компания Hoover согласилась возместить ущерб в размере 4 миллионов фунтов стерлингов.
В интервью Fast Company (май 2007 года) Дайсон заявил о важности неудач в жизни человека: «Я сделал 5 127 прототипов своего пылесоса, прежде чем добился нужного результата. Было 5 126 неудач. Но я учился на каждой из них. Так я пришел к решению. Так что я не против неудач. Я всегда считал, что школьников нужно оценивать по количеству неудач. Ребёнок, который пробует странные вещи и переживает множество неудач, чтобы достичь цели, вероятно, более креативен».

## Другие изобретения
В 2000 году Дайсон расширил ассортимент своей бытовой техники, включив в него стиральную машину под названием ContraRotator, которая имела два вращающихся барабана, движущихся в противоположных направлениях. Эта модель была оформлена в привычных для Dyson ярких цветах, а не в традиционных белых, серых или черных цветах. Она не имела коммерческого успеха и была снята с производства в 2005 году.

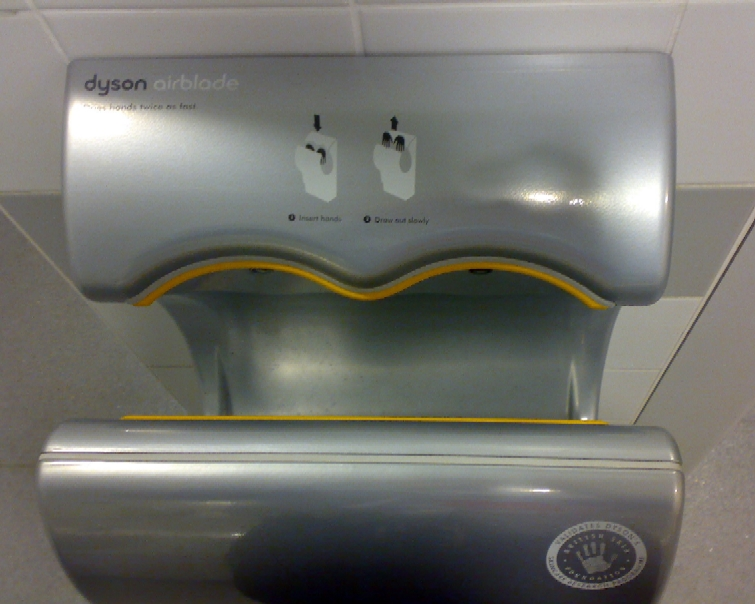
Сушилка для рук Dyson Airblade

В октябре 2006 года компания Dyson выпустила Dyson Airblade, быструю сушилку для рук, которая использует тонкий поток воздуха в качестве скребка для удаления воды, а не пытается испарить ее с помощью тепла. Это позволяет ускорить процесс сушки, потребляя при этом гораздо меньше энергии, чем традиционные электрические сушилки для рук.

## Награды
Биография Джеймса Дайсона насчитывает более десятка престижных наград, среди которых:
- Премия Японской ассоциации промышленных дизайнеров (Good Design Award, Япония)
- Продукт Тысячелетия (Design Council, Великобритания)
- Королевская премия за инновации в 2004 г. (Queen’s Award for Innovation, Великобритания)
- Международный дизайнерский приз Баден в 1999 г. (International Design Prize Baden- Виттенберг, Германия)
- Дизайнерская премия принца Филиппа в 1997 г. (Prince Philip Design Prize, Великобритания)
- В 2006 году посвящён в рыцари Королевой Англии

Также Джеймс является членом Королевской академии инженерного искусства (Royal Academy of Engineering, Великобритания).

## Изобретения

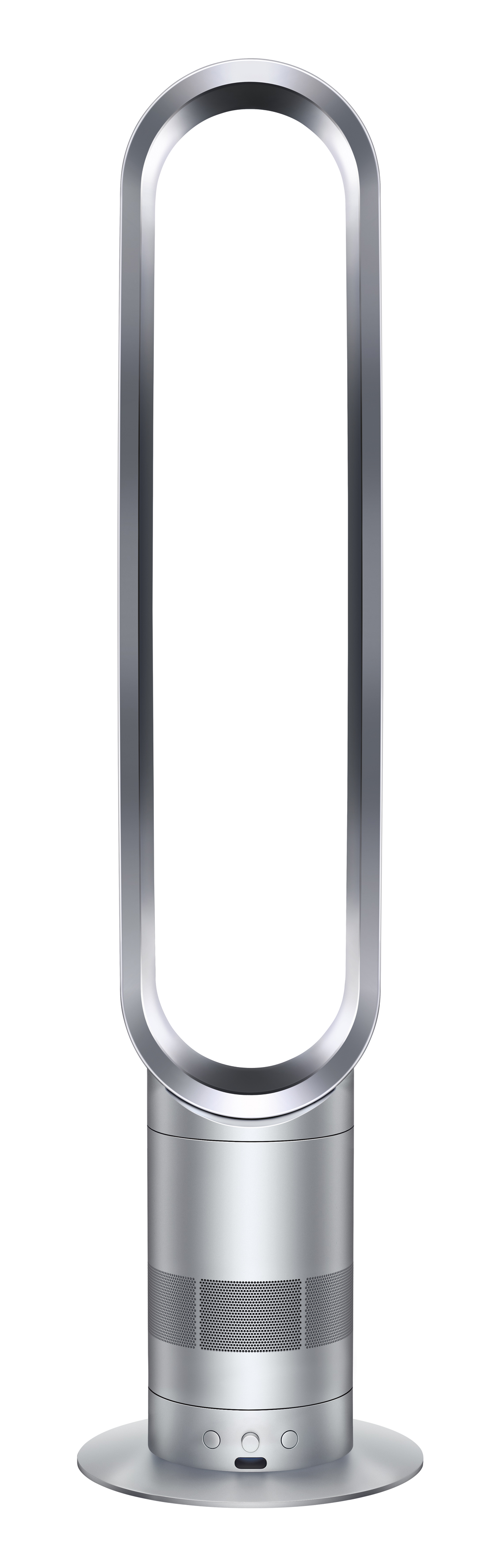
Безлопастный вентилятор
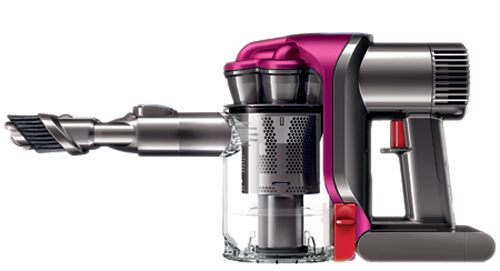
Портативный пылесос
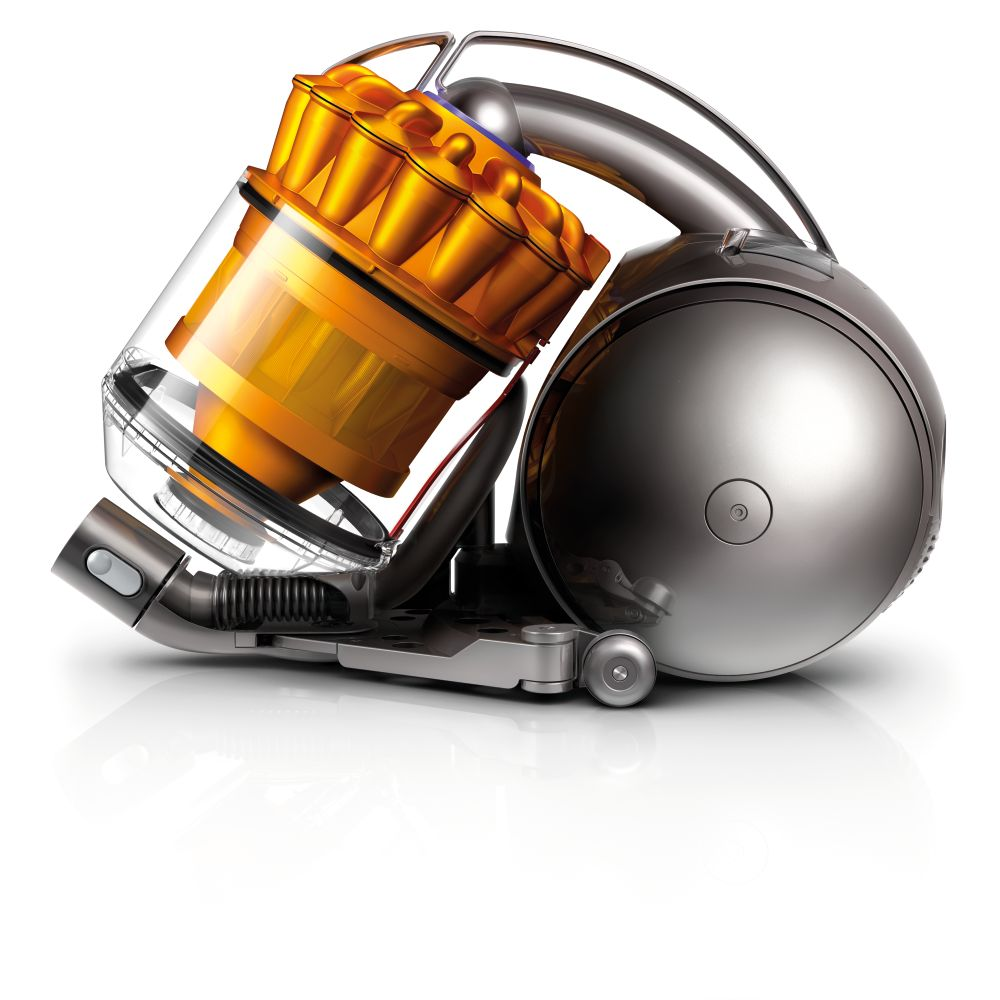
Цилиндрический пылесос